# 49. вечити дерби у фудбалу
49. вечити дерби у фудбалу је фудбалска утакмица одиграна у Београду 24. октобра 1971. године, између Црвене звезде и Партизана. Утакмица се завршила резултатом 1 : 0 (1 : 0) за Црвену звезду.